# Otto von Guericke
Otto von Guericke (Magdeburg, 20. studenog 1602. – Hamburg, 11. svibnja 1686.), njemački fizičar i inženjer. Bio je gradonačelnikom Magdeburga od 1646. do 1681. Nastavljajući u duhu E. Torricellija i B. Pascala, izumio 1650. zračnu sisaljku i tako postao pionirom moderne tehnike i fizike vakuuma. 
Glasovit je po pokusu s magdeburškim polukuglama, izvedenim 1654. pred carem Ferdinandom III., kojima je pokazao učinak vakuuma, odnosno tlaka zraka (tekućine općenito). Radi se o spektakularnome pokusu s bakrenim polukuglama (promjera oko 42 centimetra) i 4 para konja sa svake strane, koji su polukugle, kada je između njih bio isisan (evakuiran) zrak Guerickeovom sisaljkom, jedva uspjeli razdvojiti. Između prirubnica polukugli Guericke je upotrijebio namaštenu kožu, kao tehnološki tada najbolju brtvu. 
Poznat je i Guerickeov pokus iz 1654. u Magdeburgu, kada 50 ljudi nije moglo podignuti poklopac kotlića iz kojega je njegovom sisaljkom bio isisan zrak. 
Guericke se bavio istraživanjem povezanosti stanja barometra i atmosferskih uvjeta, astronomijom kometa te primjenom elektriciteta u dobivanju svjetlosti. Guericke je također poznat po tome što je prvi 1672. opazio pojavu električnoga odbijanja istoimenog električnog naboja, a 1663. konstruirao je prvi elektrostatički stroj na trenje (vrsta elektroskopa).